# Canon T70
Le Canon T70 est un appareil photographique reflex mono-objectif argentique produisant des clichés 24 × 36 mm sur des cartouches 135 et s’adressant aux photographes amateurs, commercialisé entre 1984 et 1989. Il utilise la monture Canon FD et il est le successeur des Canon AE1 et AE-1 Program.

## Histoire
Le Canon T70 a été présenté à la presse le 1er mars 1984 pour une commercialisation vers le milieu de la même année. C'est la version perfectionnée du Canon T50 sorti une année plus tôt auquel il ressemble beaucoup. La différence la plus visible étant la disparition de la manivelle de rembobinage qui est maintenant confié à un moteur électrique. C'est le premier reflex à être muni de ce perfectionnement.

## Caractéristiques
Si l'appareil conserve les formes anguleuses de la série A, il n'est plus métallique mais en plastique anthracite avec des sérigraphies dorées. Le chargement du film est automatique. Il suffit de tirer l'amorce jusqu'au repère orange et de refermer le dos pour que le film soit accroché et avancé à la première vue. Un logo sur l'afficheur à cristaux liquides confirme la réussite du chargement. Il n'y a pas de lecture des codes DX des cartouches de film et il faut régler manuellement la sensibilité du film.
Il est muni de trois programmes, normal, wide (grand-angle) et tele (téléobjectif). Le premier d'usage le plus courant et les deux autres privilégiant la profondeur de champ dans le cas de « wide » et la vitesse la plus élevée possible dans le cas de « tele ». Il existe un mode « tv125 » qui fonctionne en priorité vitesse avec une vitesse par défaut de 1/125 et un mode manuel.

## Les principaux accessoires
- Flash Canon Speedlite 277T;
- Dos "data".